# Maggie Smith (Dichterin)
Maggie Smith (* 1977 in Columbus, Ohio) ist eine amerikanische Dichterin, freischaffende Schriftstellerin und Redakteurin.
Sie lebt in Bexley, Ohio. Größere Bekanntheit erreichte sie mit ihrem Gedicht Good Bones, ursprünglich veröffentlicht in der amerikanischen Literaturzeitschrift Waxwing im Juni 2016, das von PRI zum „offiziellem Gedicht des Jahres 2016“ erklärt wurde.

## Leben und Werk
Smith schloss ihr Studium an der Ohio Wesleay University 1999 mit dem Bachelor of Arts ab und erlangte schließlich 2003 den Master of Fine Arts an der Ohio State University. Sie ist geschieden und hat zwei Kinder.
Von 2003 bis 2004 unterrichtete sie am Gettysburg College Kreatives Schreiben als Dozentin für aufstrebende Schriftsteller. Nach mehreren Jahren Arbeit im Verlagswesen, unter anderem als Redaktionsassistentin für einen Kinderbuchverlag, entschied sie sich 2011, ermutigt durch ein Stipendium für Kreatives Schreiben der National Endowment for the Arts, für den Wechsel zur freischaffenden Tätigkeit.
Smith veröffentlichte drei Gedichtbände bei Kleinverlagen. Ihre Gedichte wurden unter anderem in der The Paris Review, The Gettysburg Review, The Iowa Review, The Southern Review, Virgina Quarterly Review und Shenandoah veröffentlicht. Ihre Arbeit fand überdies Eingang in viele Anthologien, unter anderem in From the Other World: Poems in Memory of James Wright, The Year’s Best Fantasy & Horror 2008, Apocalypse Now: Poems and Prose from the End of Days und The Helen Burns Anthology: New Voices from the Academy of American Poets University & College Prizes, Volume 9.

## Rezeption
Smiths zentrale Themen sind das Ringen um eine Liebe zur Welt trotz ihrer Schmerzen und Gefahren, das Werden und Vergehen in der Natur und die Beziehung zwischen Mutter und Kind. Diese Elemente finden sich auch in ihrem bekanntesten Gedicht Good Bones. Das Gedicht beschreibt die Auseinandersetzung einer Mutter mit der Herausforderung, ein Kind auf Ungerechtigkeit, Schmerz und Grausamkeit im Leben vorzubereiten, ohne dabei die Liebe zu dieser so schwer zu liebenden Welt zu zerstören – das lyrische Ich vergleicht sich bei dieser Bemühung mit einer Maklerin, die das Potential einer renovierungsbedürftigen Immobilie anpreist und endet mit den Worten „Du könntest diesen Ort schön machen“, eine Aufforderung sowohl an den Kunden der Maklerin, das Kind als auch die Leserin.
Die Veröffentlichung von Good Bones in der Literaturzeitschrift Waxwing erfolgte drei Tage nach dem Anschlag von Orlando am 12. Juni 2016, bei dem ein Massenmörder 49 Menschen in einem Nachtclub erschossen hatte. Der desillusionierte, doch gleichzeitig hoffnungsvoll kämpferische Ton des Gedichtes traf die nationale Stimmung und fand rasche Verbreitung auf Facebook und Twitter, wo es unter anderem von Caitlin Moran, Alyssa Milano und Megan Mullally geteilt wurde. Eine weitere Spitze erreichte die Verbreitung des Gedichtes in den sozialen Medien in den Tagen nach der Ermordung von Jo Cox und der US-Präsidentschaftswahl 2016. Auch bei diesen Anlässen zählte Good Bones neben Maya Angelous Still I Rise und W. H. Audens September 1, 1939 zu den am öftesten geteilten Gedichten.
2017 wurde Good Bones in einer nach dem Gedicht benannten Episode der US-amerikanischen Fernsehserie Madam Secretary rezitiert und von Meryl Streep im Lincoln Center vorgetragen.

## Werke
- Good Bones (Tupelo Press, Herbst 2017)
- The Well Speaks of Its Own Poison (Tupelo Press, 2015) – ausgezeichnet mit dem Dorset Prize 2012[8]
- Lamp of the Body (Red Hen Press, 2005) – ausgezeichnet mit dem Benjamin Saltman Award Poetry Award[9]
- Disasterology (Dream Horse Press, 2016) – ausgezeichnet mit dem Dream Horse Press Chapbook Prize 2013[10]
- The List of Dangers (Kent State University Press, 2010) – Sieger der Wick Poetry Series Chapbook Competition[11]
- Nesting Dolls (Pudding House, 2005)
- Keep Moving: Notes on Loss, Creativity and Change (Atria / One Signal Publishers, 2020)

## Preise und Auszeichnungen
- National Endowment for the Arts Stipendium für Kreatives Schreiben[12][13]
- Sustainable Arts Foundation, Herbst 2014[14]
- Ohio Arts Council Individual Excellence Award 2007,[15] 2010[16]
- Pushcart Prize, Mai 2018 für Parachute[17]